# Sō Yamamura

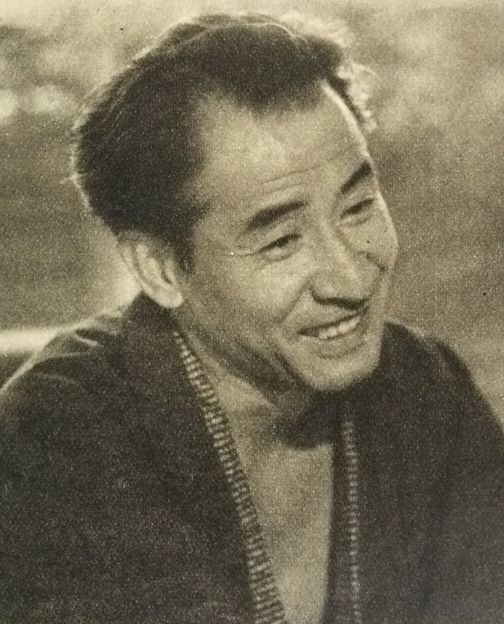
Sō Yamamura, 1954

Sō Yamamura (jap. 山村 聰, Yamamura Sō, eigentlich: Hirosada Koga (古賀 寛定, Koga Hirosada); * 24. Februar 1910 in Tenri; † 26. Mai 2000 in Tokio) war ein japanischer Schauspieler und Filmregisseur. In seiner 44 Jahre andauernden Schaffenszeit wirkte er in 137 Filmen mit und erhielt dafür 7 unterschiedliche Auszeichnungen.

## Leben
Nachdem Yamamura sein Studium der Germanistik an der Reichsuniversität Tokio 1935 abgeschlossen hatte, trat er der Theatergruppe Taiyō-za bei. Hier engagierte er sich in den Bereichen für Inszenierung und Dramaturgie und sammelte auch erste Erfahrungen als Schauspieler. Im Gründungsjahr der Theatergruppe Bunka-za wurde er 1942 einer der Leiter, bis er schließlich von 1944 bis 1945 seinen Kriegsdienst ableisten musste. Sein Filmdebüt hatte er mit Inochi aru kagiri im Jahr 1946. Sehr schnell entwickelte er sich zu einem gefragten Charakterdarsteller, der das Innenleben seiner Figuren sehr präzise analysierte. In dem Film Dai-ni no Jinsei (1948) spielte er unter der Regie von Hideo Sekigawa einen Fischer, der sich für die Resozialisierung obdachloser Kinder einsetzt. Er trat in Filmen Yasujiro Ozus, Kenji Mizoguchis und Kon Ichikawas auf. In der 1952 gegründeten Produktionsfirma Gendai Production arbeitete Yamamura als Drehbuchautor, Regisseur, Produzent und als Schauspieler für den Film Kanikōsen (1953), in dem die Ausbeutung japanischer Krabbenfischer geschildert wird. Von 1954 bis 1965 war er Leiter der Ginza Production. In Satsuo Yamamotos Kizudarake no Sanga (1964) verkörperte er einen machtbessenen und schließlich von allen verlassenen Unternehmer. International konnte man ihn in der oscarprämierten US-amerikanisch-japanischen Kriegsfilm-Koproduktion Tora! Tora! Tora! (1970) als Admiral Yamamoto sehen.

## Filmografie

### Schauspieler (Auswahl)
- 1947: Chikagai nijuyojikan
- 1947: Die Liebe der Schauspielerin Sumako (Joyū Sumako no koi)
- 1950: Munekata kyōdai
- 1950: Kikyō
- 1953: Die Reise nach Tokyo (Tōkyō monogatari)
- 1954: Kuroi ushio
- 1954: Yama no oto
- 1955: Die Prinzessin Yang (Yōkihi)
- 1956: Früher Frühling (Sōshun)
- 1957: Taifun über Nagasaki (Typhon sur Nagasaki)
- 1958: Der Barbar und die Geisha (The Barbarian and the Geisha)
- 1959: Barfuß durch die Hölle (Ningen no jōken)
- 1961: Arega minato no hi da
- 1961: Todesstrahlen aus dem Weltall (Sekai daisensō)
- 1964: Kizudarake no sanga
- 1972–1973: Hissatsu shikakenin (Fernsehserie, 26 Episoden)
- 1970: Tora! Tora! Tora!
- 1974: Weltkatastrophe 1999? – Die Prophezeiung des Nostradamus (Nosutoradamusu no daiyogen)
- 1991: Godzilla – Duell der Megasaurier (Gojira vs. Kingu Gidorā)

### Regisseur
- 1953: Kanikōsen
- 1954: Kuroi ushio
- 1955: Sara no hana no toge
- 1959: Hahakogusa

## Auszeichnungen

### Japanese Academy Award
- 2001: Spezialpreis für sein Lebenswerk

### Blue Ribbon Award
- 1951: Bester Hauptdarsteller für Munekata kyōdai
- 1955: Bester Regisseur für Kuroi ushio
- 1962: Bester Nebendarsteller für Arega minato no hi da

### Kinema Junpo Award
- 1965: Bester Hauptdarsteller für Kizudarake no sanga

### Mainichi Film Concours
- 1951: Bester Nebendarsteller für Munekata kyōdai und Kikyō
- 1955: Bester Hauptdarsteller für Kuroi ushio und Yama no oto